# 4528 Berg
4528 Berg eller 1983 PP är en asteroid i huvudbältet som upptäcktes den 13 augusti 1983 av den amerikanske astronomen Edward L.G. Bowell vid Anderson Mesa Station. Den är uppkallad efter den österrikiske tonsättaren Alban Berg.
Asteroiden har en diameter på ungefär 9 kilometer.